# Cephalops saegeri
Cephalops saegeri är en tvåvingeart som först beskrevs av Hardy 1961.  Cephalops saegeri ingår i släktet Cephalops och familjen ögonflugor.
Artens utbredningsområde är Kongo. Inga underarter finns listade i Catalogue of Life.